# Hugo Leichtentritt
Hugo Leichtentritt (* 1. Januar 1874 in Pleschen bei Posen; † 13. November 1951 in Cambridge, Massachusetts) war ein deutscher Musikwissenschaftler.

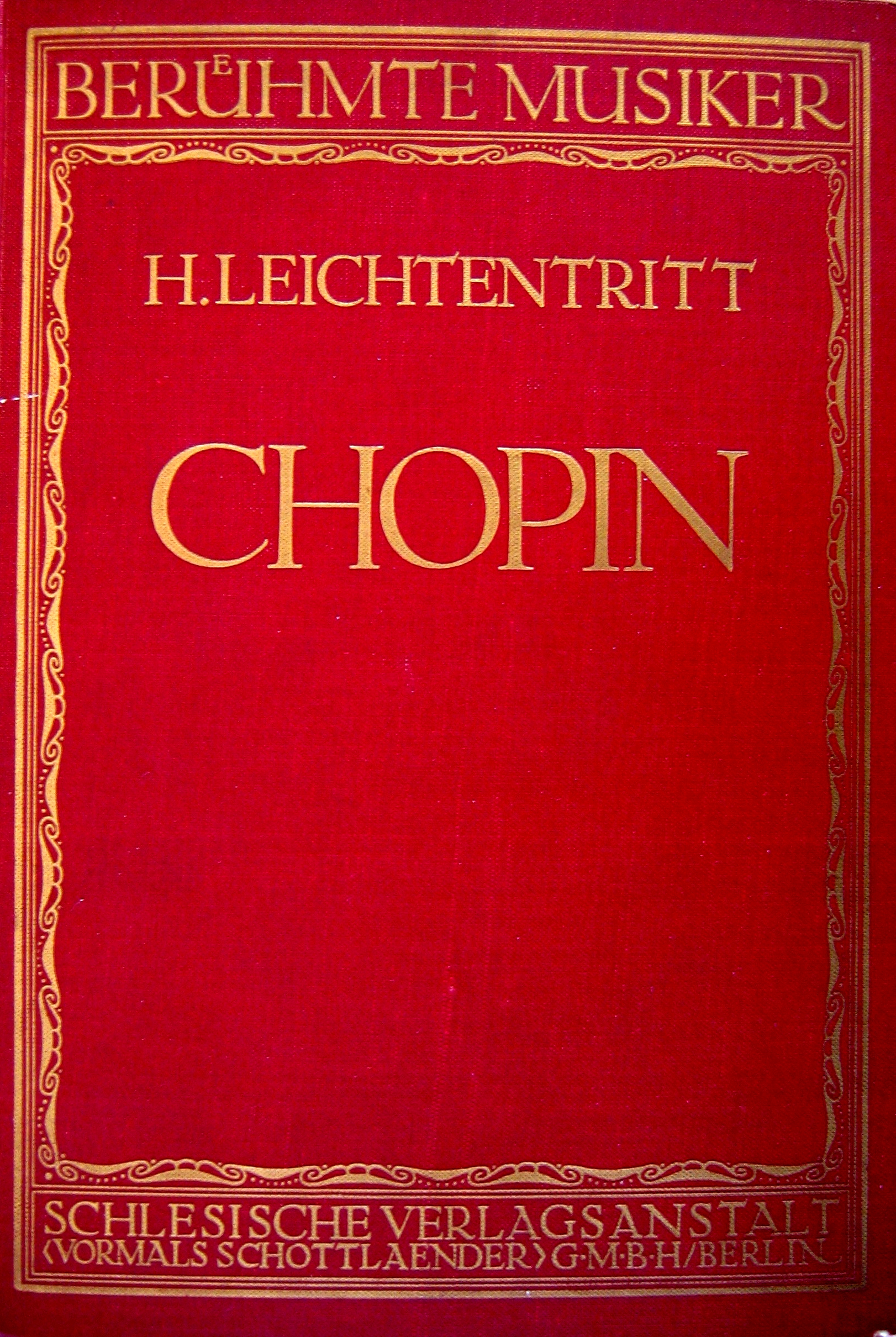
Aus der Sammlung Henri Musielak

## Leben
In Deutschland geboren und aufgewachsen, wurde Hugo Leichtentritt mit 15 Jahren nach Amerika geschickt. Dort besuchte er die höhere Schule in Somerville, Massachusetts. Im Anschluss daran studierte er an der Hochschule für Musik in Berlin. Danach war er an der Harvard University Schüler von John Knowles Paine. Nachdem er hier 1894 den B.A erhalten hatte, setzte er sein Studium in Deutschland an der Königlichen Hochschule in Berlin fort und promovierte 1901 mit der Dissertation Reinhard Keiser in seinen Opern.
Von 1901 bis 1924 war er als Lehrer für Komposition, Musikgeschichte und Ästhetik am Klindworth-Scharwenka-Konservatorium tätig. Daneben schrieb er auch Musikkritiken für Die Musik, die Allgemeine Musikzeitung, die Vossische Zeitung und Signale für die musikalische Welt und arbeitete als Korrespondent für den New Yorker Musical Courier und die Londoner Musical Times. Als Gastautor wirkte er in den zwanziger Jahren auch an der Deutschen Allgemeinen Zeitung mit. 1917/18 diente er in der deutschen Armee als Schreiber. Danach gab er in Berlin, fast ausschließlich als Privatlehrer, Kompositionsunterricht.
Als Jude wurde Leichtentritt 1933 gezwungen, Deutschland zu verlassen, und emigrierte in die USA, wo er sich in Cambridge/Massachusetts niederließ. Bis zu seiner Emeritierung 1940 war er Professor an der Harvard University, hielt aber bis 1944 auch an der New York University Vorlesungen. Die Tanzhistorikerin Giselle Leichtentritt ist seine Enkelin.

## Bedeutung
Leichtentritt verfügte über ein hohes Maß an Allgemeinbildung und hatte grundlegende Kenntnis von Literatur, Sprachen und Philosophie, was es ihm erlaubte, Musik an weltgeschichtlichen Zusammenhängen darzustellen. Als Historiker sind vor allem seine Beschäftigungen mit der Motette, dem Madrigal und der deutschen Oper von Bedeutung. Auch verfolgte er die zeitgenössische Musik mit hohem Interesse. Lange Zeit galten seine Geschichte der Motette (1908) und seine Musikalische Formenlehre (1911) als Standardwerke. Zu seinen herausragendsten Schriften zählen seine in den USA entstandenen Music, History, and Ideas (1938) und das 1956 postum veröffentlichte Music of the Western Nations, die eine Synthese seiner musikalischen Gedanken darstellen.
Leichtentritt komponierte zwei Opern, von denen Der Sizilianer 1920 in Freiburg uraufgeführt wurde. Er schrieb eine Sinfonie, Solokonzerte, Kammermusik und Lieder im neobarocken Stil mit impressionistischem Einschlag. Mit diesen meist unveröffentlichten Werken erlangte er aber nie große Beachtung.

## Schriften

### Bücher
- Reinhard Keiser in seinen Opern. Ein Beitrag zur Geschichte der frühen deutschen Oper. Dissertation Berlin 1901, Berlin 1901.
- Friedrich Chopin. Berlin 1905.
- Friedrich Chopin. 2. verbesserte Aufl., Berlin 1920. Niederländisch: Den Haag 1926.
- Geschichte der Musik. Berlin 1905.
- Geschichte der Motette. Leipzig 1908.
- Musikalische Formenlehre. Leipzig 1911; dritte, beträchtlich erweiterte Auflage, Leipzig 1927; englisch: Musical Form Cambridge/Massachusetts 1951.
- Erwin Lendvai. Berlin 1912.
- Ferruccio Busoni. Leipzig 1916.
- Analyse der Chopin’schen Klavier-Werke. 2 Bände. Berlin 1921.
- Händel. Stuttgart/Berlin 1924.
- Ignatz Waghalter. New York 1924.
- Das Konservatorium der Musik Klindworth-Scharwenka. Berlin 1881–1931. Berlin 1931.
- The Complete Pianoforte Sonatas of Beethoven. New York 1936.
- Everybody’s Little History of Music. New York 1938.
- Music, History, and Ideas. Cambridge/Massachusetts 1938; span. Buenos Aires 1945; jap. Tokyo 1970.
- Serge Koussevitzky, the Boston Symphony Orchestra, and the New American Music. Cambridge/Massachusetts 1946.
- Music of the Western Nations. Herausgegeben und erweitert von Nicolas Slonimsky. Cambridge/Massachusetts 1956 (postum).
- A musical life in two worlds. The autobiography of Hugo Leichtentritt, hg. von Mark DeVoto, Boston/Mass. 2014. ISBN 978-0-692-22981-1

### Aufsätze
- Ein Urahne des Berliozschen Requiem. In: Allgemeine Musikzeitung. 30, 1903, S. 677–681.
- Über Pflege alter Vokalmusik. In: Zeitschrift der internationalen Musikgesellschaft. 6, 1904/05, S. 192–202.
- Aufführungen älterer Musik in Berlin. In: Zeitschrift der internationalen Musikgesellschaft. 7, 1905/06, S. 368–372.
- Was lehren uns die Bildwerke des 14.–17. Jh. über die Instrumentalmusik ihrer Zeit? In: Sammelbände der Internationalen Musikgesellschaft. 7, 1915, S. 604–622.
- The Renaissance Attitude toward Music. In: Musical Quarterly. 1, 1915, S. 604–622.
- Die Quellen des Neuen in der Musik. In: Melos. 1, 1920, S. 28–33.
- Nationalism and Internationalism in Music. In: Sackbut. 2, 1921/22, Heft 12, S. 13–16.
- Philipp Jarnach. In: Musikblätter des Anbruch. 5, 1923, S. 258–262.
- Das Händelsche Opernwerk. In: Die Musik. 16, 1923/24, S. 551–557.
- German Music of the Last Decade. In: The Musical Quarterly. 10, 1924, S. 193–218.
- Harmonic Daring in the 16th Century. In: Modern Music. 5, 1927/28, Heft 1, S. 12–21.
- Schönberg and Tonality. In: Modern Music. 5, 1927/28, Heft 4, S. 3–10.
- Schubert’s Early Operas. In: The Musical Quarterly. 14, 1928, S. 620–638.
- Arnold Schönbergs op. 19. In: Die Musik 25, 1932/33, S. 405–412.
- Bartok and the Hungarian Folk-Song. In: Modern Music. 10, 1932/33, S. 130–139.
- Handel’s Harmonic Art. In: The Musical Quarterly. 21, 1935, S. 208–223.
- On Editing Netherlands Music. In: Musical Mercury 2, 1935, S. 5–11.
- On the Prologue in Early Opera. In: Papers of the American Musicological Society. 1936, S. 88–95.
- The Reform of Trent and Its Effect on Music. In: The Musical Quarterly. 30, 1944, S. 319–328.

### Editionen
Noten
- H. Praetorius, Ausgewählte Werke, Leipzig 1905
- Meisterwerke der Tonkunst, Leipzig 1905
- Johannes Schenck, Scherzi musicali, Amsterdam 1907
- Deutsche Hausmusik aus vier Jahrhunderten, Band 1, Berlin 1907
- Claudio Monteverdi, Fünfstimmige Madrigale, für den Vortrag bearbeitet, 3 Bände, Leipzig 1909, 1913 und 1916 (gemeinsam mit Arnold Mendelssohn)
- Andreas Hammerschmidt, Ausgewählte Werke, Leipzig 1910
- Tommaso Traetta, Ausgewählte Werke, Leipzig 1914
- Ludwig van Beethoven, 7 Overtures, New York 1938
- Pjotr Iljitsch Tschaikowski, Orchestral Works, New York 1939
- Wolfgang Amadeus Mozart, Symphonien KV 385, 504, 543, 550, 551, New York 1939
- Johannes Brahms, Variations on a Theme by Joseph Haydn, Symphonies No. 1 and 2, New York 1939

Bücher
- Ludwig Bussler, Praktische Harmonielehre (1875), erweitert Berlin 1903
- L. Bussler, Der strenge Satz in der musikalischen Kompositionslehre (1877), 2. erweiterte Aufl., rev. u. mit erläuternden Anmerkungen versehen, Berlin 1905
- L. Bussler, Musikalische Formenlehre (1878), erweitert Berlin 1909
- August Wilhelm Ambros, Geschichte der Musik, Band 4 (1878, postum), Leipzig 1909
- L. Bussler, Kontrapunkt und Fuge im freien (modernen) Tonsatz (1878), erweitert Berlin 1912
- Ludwig van Beethoven, Briefe, Leipzig 1912
- Wolfgang Amadeus Mozart, Briefe, Leipzig 1912
- Johann Christian Lobe, Katechismus der Musik (1851), Leipzig 1913